# Adriana Brownlee
Adriana Brownlee (Londres, 29 de mayo de 2001) es una alpinista hispano-británica, piloto certificada de parapente y atleta de aventura. Es la mujer más joven en escalar el K2, llegando a la cima el 28 de julio de 2022, y es la mujer mas joven, 23 años, en coronar los 14 ochomiles.

## Primeros años y educación
Brownlee nació en Londres. Su padre, Tony Brownlee, la introdujo en el mundo de la montaña a través del National Three Peaks Challenge, que completó con éxito en 22 horas cuando tenía 9 años. Más tarde estudió en la Universidad de Bath.

## Carrera profesional
Brownlee y su padre habían escalado con éxito el monte Elbrus, el Kilimanjaro y el Aconcagua antes de cumplir los 18 años. Después escaló el Cervino y el Mont Blanc, ambas montañas en dos días y medio. Hizo cumbre en el Everest a los 20 años. Brownlee hizo cumbre en el Everest el 31 de mayo de 2021. Tras el Everest, escaló el Manaslu y lo coronó el 27 de septiembre. Hizo cumbre en el Dhaulagiri el 7 de octubre. Brownlee coronó el Annapurna el 28 de abril, seguido del Kanchenjunga, el Lhotse y el Makalu en mayo. 
En julio de 2022 emprendió su expedición para hacer cumbre en el Nanga Parbat, el Broad Peak y el K2; al hacer cumbre en este último se convirtió en la mujer más joven en escalar el segundo pico más alto del mundo el 28 de julio de 2022.
En octubre de 2024 alcanzó la cumbre del Shisha Pangma, convirtiéndose en la primera mujer británica en escalar todos los ochomiles.
Fue nombrada embajadora de BRIT (British Inspiration Trust), que trabaja para concienciar sobre el bienestar mental y la salud en adultos jóvenes.

## Expediciones realizadas
- Monte Everest, 8 849 m (2021)
- Manaslu, 8 153 m (2021)
- Dhaulagiri, 8 167 m (2021)
- Annapurna, 8 091 m (2022)
- Kanchenjunga, 8 586 m (2022)
- Lhotse, 8 516 m (2022)
- Makalu, 8 481 m (2022)
- Nanga Parbat, 8 126 m (2022)
- Broad Peak, 8 051 m (2022)
- K2, 8 611 m (2022)
- Gasherbrum II, 8 035 m (2023)
- Gasherbrum I, 8 080 m (2023)
- Cho Oyu, 8 188 m (2023)
- Shisha Pangma, 8 027 m (2024)[12]